# Quận Wabash, Indiana
Quận Wabash là một quận thuộc tiểu bang Indiana, Hoa Kỳ.
Quận này được đặt tên theo. Theo điều tra dân số của Cục điều tra dân số Hoa Kỳ năm 2000, quận có dân số 34.960 người. Quận lỵ đóng ở. Wabash6

## Địa lý
Theo Cục điều tra dân số Hoa Kỳ, quận có diện tích 1091 km2, trong đó có 20 km2 là diện tích mặt nước.

### Quận giáp ranh
- Quận Kosciusko (bắc)
- Quận Whitley (đông bắc)
- Quận Huntington (đông)
- Quận Grant (nam)
- Quận Miami (tây)
- Quận Fulton (tây bắc)

### Thành phố và thị trấn
- La Fontaine
- Lagro
- Liberty Mills
- North Manchester
- Roann
- Wabash